# Rio Beg
O Rio Beg é um rio da Romênia afluente do Rio Nergana, localizado no distrito de Caraş-Severin.